# Dalles des Morts
Dalles des Morts ou Death Rapids est une zone de rapides sur le fleuve Columbia à la hauteur de Revelstoke en Colombie-Britannique. Le lac Revelstoke l'a submergé à sa création.
Les rapides ont acquis ce nom après une série noire d'événements en 1817 avec notamment un cas où des voyageurs de la Compagnie du Nord-Ouest ont perdu leurs canots et leur nourriture pendant une traversée de ces rapides et ont été contraints de continuer à terre jusqu'à la Spokane House, le comptoir suivant. Il y eut un seul survivant grâce à l'aide des amérindiens locaux après une histoire de survie avec cas de cannibalisme.